# Історія лицаря
Історія лицаря (англ. A Knight's Tale) — американська пригодницька комедія Браяна Гелґеленда із Гітом Леджером у головній ролі, що вийшла в 2001 році. Касові збори складають кінострічки $117 487 473 ($56 569 702 у США та $60 917 771 за кордоном).

## Сюжет
Події фільму відбуваються в Середньовічній Європі у 1370-х роках. Вільям Третчер (син покрівельника) разом із Роландом і Ватом є зброєносцями лицаря. Та після одного з турнірів їхній лицар несподівано помирає, не залишивши своїм підлеглим грошей навіть на їжу. Вілльям вирішує видати себе за лицаря, оскільки вправно поводиться із конем і мечем. Перемога спонукала трьох селюків і надалі брати участь у турнірі. Дорогою до Руану вони зустріли голого Джефрі Чосера, що за одежу згодився написати Вільямові фальшивий родовід  — на ім'я Ульріха фон Ліхтенштейна. Із цим документом, що підтверджує його належність до найвищих соціальних прошарків, він може виступати у турнірах офіційно.
До чергового поєдинку сміливий воїн зустрів прекрасну дівчину Джоселін. Проте граф Адемар також претендує на прихильність дівчини, тому Ульріх має подолати його. В бою Вільям зустрічається з принцом Едуардом — нащадком англійського короля, та окрім нього ніхто не впізнає особу королівської крові. Вільям вирішує не видавати суперника, вони закінчують бій нічиєю.
Після перемоги в Парижі Ульріх їде на світовий турнір у Лондон — його рідне місто, в якому він вже не був 12 років. Вільям поспішає до сліпого батька. Та за ним слідкує Адемар, що наступного дня видав таємницю Вільяма. Хлопець вирішує не втікати, а чесно з'явитися на турнірі. Та принц Едуард жалує Вільяму Третчеру аристократичне звання. Той продовжує битву, Адеман важко ранить його в плече, та хлопцеві вдається збити суперника й здобути перемогу.

## У головних ролях
- Гіт Леджер — Вільям Третчер (Ульріх фон Ліхтенштейн);
- Руфус Сьюелл — граф Адемар;
- Шеннін Соссамон — Джоселін;
- Пол Беттані — Джеффрі Чосер;
- Лаура Фрейзер — Кейт;
- Марк Едді — Роланд;
- Алан Тудик — Ват;
- Джеймс Пюрфой — Едвард, принц Вельський (сер Томас Колвілл);
- Береніс Бежо — Крістіана;
- Крістофер Кейзнов — Джон Третчер (батько Вільяма);
- Роджер Ештон-Гріффітз — старий єпископ Руанського собору;

## Цікавинки
1. спочатку стрічка мала носити назву «У блиску латів»;
2. зйомки проходили в Празі;
3. під час зйомок Полу Бетані так часто доводилося напружувати голос і кричати, що актор зрештою «заробив» собі ларингіт (запалення гортані);
4. оскільки в стрічці згадується Битва при Пуатьє, можна визначити точний час подій — 1356 р., одначе суцільні лати з'явилися значно пізніше — приблизно через 60 років;
5. лицар Ульріх фон Ліхтенштейн — реальна людина, але з дещо іншою біографією.